# 古チベット語
古チベット語（こチベットご、英: Old Tibetan）は、チベット語の文語の時代区分において、古典チベット語より前の段階を指す。吐蕃時代（西暦7世紀-9世紀）のチベットで使用された。実際の記録が残るチベット系諸言語の中では、最も古い言語である。表記にはチベット文字が用いられる。「敦煌文書」の一部として20世紀以降に発見されたチベット語文献や、吐蕃時代の碑文によって代表される。

## 歴史的背景
ヤルルン渓谷（現在のネドン区）に起源を持つヤルルン王朝の王・ソンツェン・ガンポは、西暦7世紀前半にラサに遷都し、さらにチベット高原全域を支配下に置いた。中国の史書において「吐蕃」と呼ばれるソンツェン・ガンポの王国は、その後も領土の拡張を続け、9世紀には、 タリム盆地、ヒマラヤ山脈南麓、河西回廊を含む広大な地域を支配するようになった。古チベット語はこの吐蕃帝国の行政において使用された共通語である。

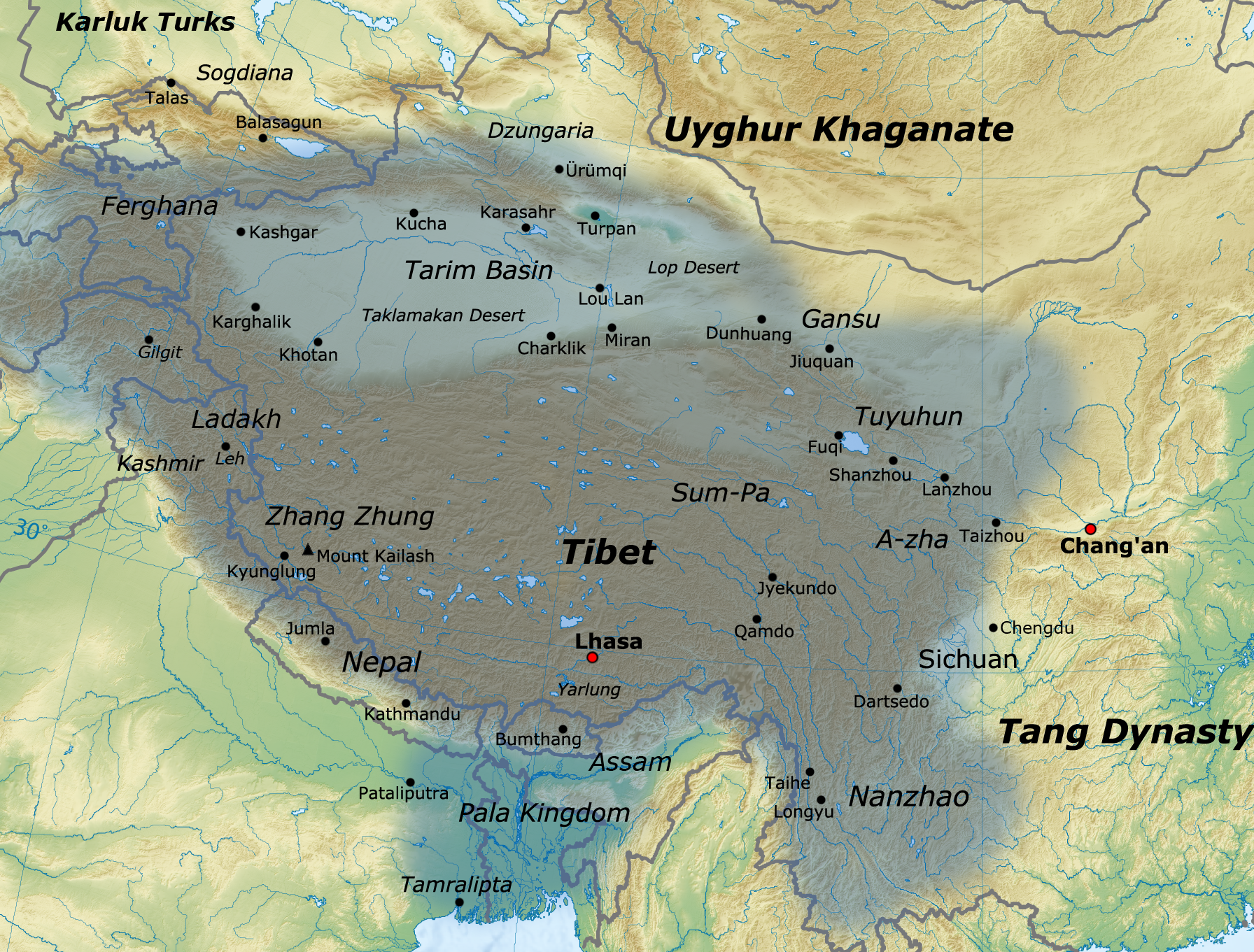
吐蕃の最大版図 (8世紀後半)。

9世紀中頃に吐蕃が崩壊した後も、古チベット語はシルクロードの諸都市における商業と行政の共通語として、11世紀頃まで使用され続けた。

### チベット文字の創成
インド系文字の一つであるチベット文字は、14世紀のチベットで記された『王統明鏡史』等の後世の史書によると、ソンツェン・ガンポの命でインドに派遣された訳経僧トンミ・サンボータが制定したという。しかし、20世紀になって発掘された『年代記』『編年紀』（敦煌文書の一部）等、吐蕃時代の史書においては、「トンミ」やその業績に対する言及が見られない。いずれにせよ、『年代記』『編年紀』の記述からは、チベットにおける文字の使用がソンツェン・ガンポの時代に始まったことが窺える。なお、チベット文字が使用された現存最古の資料は、760年代に建てられたラサのショル石碑である。

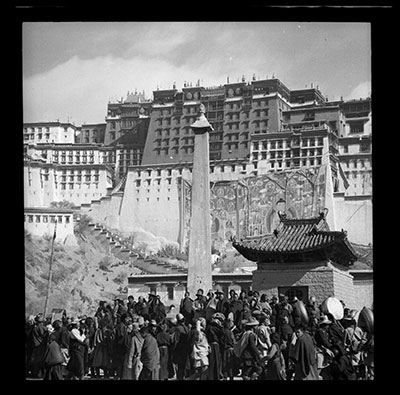
1949年に撮影されたショル石碑。

武内紹人によると、チベット文字の創成は、国家の統一と行政文書の記録を目的としたものであった。吐蕃は多民族国家であり、その広大な領域にはチベット語を母語としない、イラン系、漢民族系の人々なども暮らしていた。敦煌文書に含まれるチベット語仏典の大部分は漢語話者により書かれているほか、吐蕃支配下のホータンではイラン系の役人によるチベット語の契約文書等も記された。仏教が吐蕃の国教となる8世紀以前にも、編年紀・法令・契約書類など様々なジャンルの文書が著されたが、そこでは定型文が多用されており、武内はこうした規範的文体の存在が、帝国内の非チベット人による古チベット語の使用を促進したと推測している。

## 音韻論

### 音素配列
チベット文字創成時の古チベット語においては、現代のラサ・チベット語において消失した子音連結が、綴り通り読まれていたと考えられる。子音連結はチベット文字の文字構成に反映されている。
ネイサン・ヒルは、古チベット語の音節構造を以下のように模式化している。
- C1C2C3G1G2VC4C5
  - C1…/b/
  - C2…/b, g, d, m, s, r, l/
  - C3…全ての子音音素
  - G1…/i̯[注釈 2], r/
  - G2…/w[注釈 3]/
  - V…全ての母音音素
  - C4…/g, d, b, ṅ, n, m, s, ḥ, r, l/
  - C5…/s, d/

### 子音
ネイサン・ヒルは、古チベット語の子音体系を以下の表のように分析している。
| 鼻音              | m ⟨མ⟩       | n ⟨ན⟩       | ŋ ⟨ṅa⟩ ⟨ང⟩ |
| 無声閉鎖音        | p ⟨པ⟩       | t ⟨ཏ⟩       | k ⟨ཀ⟩      |
| 有声閉鎖音        | b ⟨བ⟩       | d ⟨ད⟩       | ɡ ⟨ག⟩      |
| 無声破擦音/摩擦音 | ts ⟨ཙ⟩      | s ⟨ས⟩       | h ⟨ཧ⟩      |
| 有声破擦音/摩擦音 | dz ⟨ཛ⟩      | z ⟨ཟ⟩       | ɣ ⟨ḥa⟩ ⟨འ⟩ |
| 無声流音          | r̥ ⟨hra⟩ ⟨ཧྲ⟩ | l̥ ⟨lha⟩ ⟨ལྷ⟩ |            |
| 有声流音          | r ⟨ར⟩       | l ⟨ལ⟩       |            |
| 接近音            | w           | j ⟨y⟩ ⟨ཡ⟩   |            |

- チベット文字には無気音と有声音に加えて、有気音の系列 (ཁ ཆ ཐ ཕ ཚ <kha cha tha pha tsha>) が存在する。しかし、古チベット語において無気音と有気音は対立をなしておらず、有気音系列の文字は前者の異音として語頭に現れるのみである[注釈 4](例：チベット語：ཁོལ་ཡུལ; ワイリー方式：khol yul「封土」、チベット語：གནམ་ཀོལ; ワイリー方式：gnam kol「天の遣い」)[16]。

- ཅ ཇ ཉ ཤ ཞ <ca ja ña śa źa>の表す子音も、ヒルは独立の音素としてではなく、ཀྱ གྱ པྱ བྱ <kya gya pya bya>がཀ ག པ བ <ka ga pa ba>の口蓋化であるのと同様、ཏ ད ན ས ཟ <ta da na sa za>が口蓋化したものとして分析している[14]。

- 無声の共鳴音/r̥/、/l̥/は、単独の文字でなく、それぞれཧ <ha>とར <ra>、ལ <la>とཧ <ha>の合字により表される[14]。

- /w/を表すチベット文字ཝ <wa>は、འ <ḥa>に介音-w-を表す下接字ྭが付いたものに由来し、「狐」を意味するཝ <wa>は、古チベット語においてའྭ <ḥwa>と綴られた[17][18]。

子音音素のうち、/b, g, d, m, s, r, l/はC1ないしC2の位置に立って、C3の子音と共に子音連結を構成することができる (#音素配列を参照)。もっとも、C3が無声阻害音である場合、/b, g, d/も無声子音として実現された。これは現代のチベット系諸言語にも反映されており、例えば天峻のアムド・チベット語において、བཤུ <bśu>「剥く」は[ɸɕɘ]、བཞུ <bźu>「溶ける」は[bʑɘ]と発音される。
C4ないしC5の位置に立つ/b, g, d/は、常に無声音として発音された。

### 母音
ネイサン・ヒルは、古チベット語の母音として/a, i, u, e o/の5つの音素を認めている。
古チベット語では/i/を表す母音記号ིを逆向きにしたྀがしばしば用いられる。両者の書き分けは、発音上の区別はともかく、音韻的な対立を反映しているわけではない。

## 形態論

### 動詞形態論
古チベット語では接辞化及び母音交替を用いた動詞の屈折が生産的に行われた。自動詞では「現在」形と「過去」形の最大2つが、他動詞では「現在」、「過去」、「未来」、「命令」の最大4つが区別された。また、子音交替による自動詞と他動詞の交替も行われた。

#### 他動詞の語形変化
以下は4つの語形が区別される他動詞の例である。ここでは「過去」形を形成する接頭辞のb-、「現在」と「未来」形を形成するg-に加え、母音-o-と-a-の交替が屈折に関与している。
| 語根           | 「現在」 | 「過去」 | 「未来」 | 「命令」 |
| -------------- | -------- | -------- | -------- | -------- |
| √taŋ「与える」 | gtoṅ     | btaṅ     | gtaṅ     | thoṅ     |
| √lan「答える」 | glon     | blan     | glan     | lon      |

これとは異なる屈折類も存在する。以下の例では、「過去」形がb-...-s (接周辞)、「未来」がb-、「命令」が-sによって形成される。 
| 語根               | 「現在」 | 「過去」 | 「未来」 | 「命令」  |
| ------------------ | -------- | -------- | -------- | --------- |
| √skjaŋ「護衛する」 | skyoṅ    | bskyaṅs  | bskyaṅ   | skyoṅs    |
| √ri「書く」        | ɣdri     | bris     | bri      | ris       |
| √rim「解体する」   | ɣdrim    | brims    | brim     | rims      |
| √ɬa 「見る」       | lta      | bltas    | blta     | lhos/ltos |
| √no「受け取る」    | nod      | mnos     | mno      | nos       |

サウス・コブリンは他動詞の屈折類を8つにまとめている。下の表は、8つの屈折類をまとめたものである(Σは語幹を、(e)、(o)は語幹における母音交替を表す)。
|   | 「現在」 | 「過去」 | 「未来」 | 「命令」 |
| - | -------- | -------- | -------- | -------- |
| 1 | N-Σ      | b-Σ-s    | b-Σ      | Σ(o)-s   |
| 2 | N-Σ(e)-d | b-Σ-s    | b-Σ      | Σ(o)-s   |
| 3 | Σ(e)-d   | b-Σ-s    | b-Σ      | Σ(o)-s   |
| 4 | g⁄d-Σ(o) | b-Σ-s    | g⁄d-Σ    | Σ(o)-s   |
| 5 | g⁄d-Σ(o) | b-Σ      | g⁄d-Σ    | Σ(o)-s   |
| 6 | N-Σ(e)-d | b-Σ-s    | b-Σ      | Σ(o)-s   |
| 7 | N-Σ      | b-Σ-s    | b-Σ      | Σ(o)-s   |
| 8 | N-Σ(e)-d | b-Σ-s    | g⁄d-Σ    | Σ(o)-s   |

屈折類6, 7, 8では、「現在」形と「未来」形において語幹の頭子音が有声化することが多い。

#### 自動詞と他動詞の交替
以下は自動詞と他動詞の語根が、頭子音の有声性により交替している例である。自動詞、他動詞の語根はそれぞれ語形変化を起こす。
| 自動詞語根      | 「現在」 | 「過去」 | 他動詞語根         | 「現在」 | 「過去」 | 「未来」 | 「命令」 |
| --------------- | -------- | -------- | ------------------ | -------- | -------- | -------- | -------- |
| √dab「落ちる」  | ɣdab     |          | √tab「投げる」     | ɣdebs    | btab     | gdab     | thob     |
| √bab 「落ちる」 | ɣbab     | babs     | √pab「投げ落とす」 | ɣbebs    | phab     | dbab     | phob     |

こうした自他の交替はシナ・チベット語族の様々な言語に見られる。

## 古典チベット語との相違
古チベット語と古典チベット語は、SOV型の基本語順や、後置詞を用いた格の標示といった類型論的特徴を共有する一方、綴りや語彙を中心に相違点も認められる。正書法の面における両者の変化としては、以下のようなものがある。
- 有気音・無気音の一貫した区別。
- my{i, e} > m{i, e}
  - མྱི <myi> > མི <mi>「人」
  - མྱེ <mye> > མེ <me>「火」
- 母音記号 ྀの消失[注釈 11]。
- 「再後置字」-dの消失。
  - གྱུརད <gyurd> > གྱུར <gyur>「〜になる (「過去」形)」
  - ཕྱིནད <phyind> > ཕྱིན <phyin>「行く (「過去」形)」
- sts- > s-
  - སྩེལ <stsel> > སེལ་ <sel>「取り除く」

もっとも、こうした変化は急激に生じたのではなく、12世紀から14世紀の間にかけて徐々に定着していった。

## ボディッシュ祖語からの音変化
現代チベット系諸言語の祖先である古チベット語は、東ボディッシュ諸語やタマン系諸言語などと共にボディッシュ諸語を成す。ボディッシュ諸語の祖語から古チベット語が分岐する過程で生じた音変化としては、以下のものがある（音法則の命名はネイサン・ヒルによる）。
- *ʷa- > -o- （ラウファーの法則）
- *w- > y-
- *-ubá > -wa
- *ml- > md-（ボドマンの法則）
- འ <ḫ->の後方における音挿入（コンラーディの法則）[22]
  - *ḫs- > ḫts-
  - *ḫś- > ḫč- (= ḫtś)
  - *ḫz- > ḫdz-
  - *ḫź- > ḫǰ- (= ḫdź)
  - *ḫr- > ḫdr-
  - *ḫl > *ḫdl > *ḫld > ld
  - *ḫl̥ > *ḫtl̥ > *ḫl̥t >lt
- *lʸ- > ź-（ベネディクトの法則）
- -eŋ, -ek > -iṅ, -ik（Dempseyの法則）
- 前置字の消失（コブリンの法則）[23]
  - *bb- > b-, *bp- > p-
  - *ḫCC- > CC- (Cは子音を表す)
  - *gCa > gCo, *gCCa > Co
  - *sNC > sC　(Nは鼻音を表す)
- bN- > mN-（チャン[注釈 12]の法則）

これらの音変化は他のボディッシュ諸語には共有されていない。
- 「犬」[36]
  - 古チベット語：khyi
  - クルテプ語：khwi
  - 上古中国語（バクスターとサガールによる再構）：*kʷʰˤenʔ
- 「矢」[37]
  - 古チベット語：mdaḫ
  - メンパ語（英語版）：mlɑ35
- 「畑」[38]
  - 古チベット語：źiṅ
  - クルテプ語：Lleŋ
  - 上古中国語：*lˤiŋ 「田」

一方、他のボディッシュ諸語に共有された音変化も存在する。例えば、李方桂の法則（*ry- > rgy-）がそうである。これらはビルマ語や中国語のような他のトランス・ヒマラヤ諸語には見られない。
- 「八」[39]
  - 古チベット語：brgyad
  - クルテプ語：ǰàt
  - メンパ語：get35
  - 古ビルマ語： rhyat
  - 上古中国語：*pˤret

## 例文
以下は西暦9世紀に建てられた唐蕃会盟碑の一節である（ラテン文字化、グロスと日本語訳は執筆者による）。
de='i
それ=属格
shar
東
phyogs
側
thams cad
全て
nI/
話題
rgya
唐
chen po='i
大きい=属格
yul//
土地
nub
西
phyogs
側
thams cad
全て
nI
話題
yang thag par
まさに
bod
チベット
chen po='i
大きい=属格
yul
土地
te//
接続詞
de
それ
las
奪格
phan tshun
互いに
dgra=r
敵=与格
myI
否定
'thab//
戦う
dmag
兵
myI
否定
drang//
導く:未来
yul
土地
myI
否定
mrnam//
取る:未来

「その東は全て唐、西は吐蕃の領土であり、そこからは互いに争わず、兵を挙げず、領土を侵さない。」
上のテクストにおいて、古典チベット語の話題標識ནི <ni>はནྀ <nI>、否定標識མི <mi>はམྱྀ <myI>と綴られている。